# Schachtsiedlung
Die Schachtsiedlung gehört zum Stadtteil Ohlendorf in der kreisfreien Stadt Salzgitter in Niedersachsen.
Die Siedlung besteht aus sieben Mehrfamilienhäusern und den Gebäuden der ehemaligen Eisenerz-Schachtanlage Ohlendorf. Sie liegt im Südosten der Stadt Salzgitter an der Kreisstraße von Ohlendorf nach Gielde, etwa einen Kilometer östlich von Salzgitter-Ohlendorf und einen Kilometer nordwestlich vom ebenfalls zu Ohlendorf gehörenden Gut Nienrode.

## Geschichte

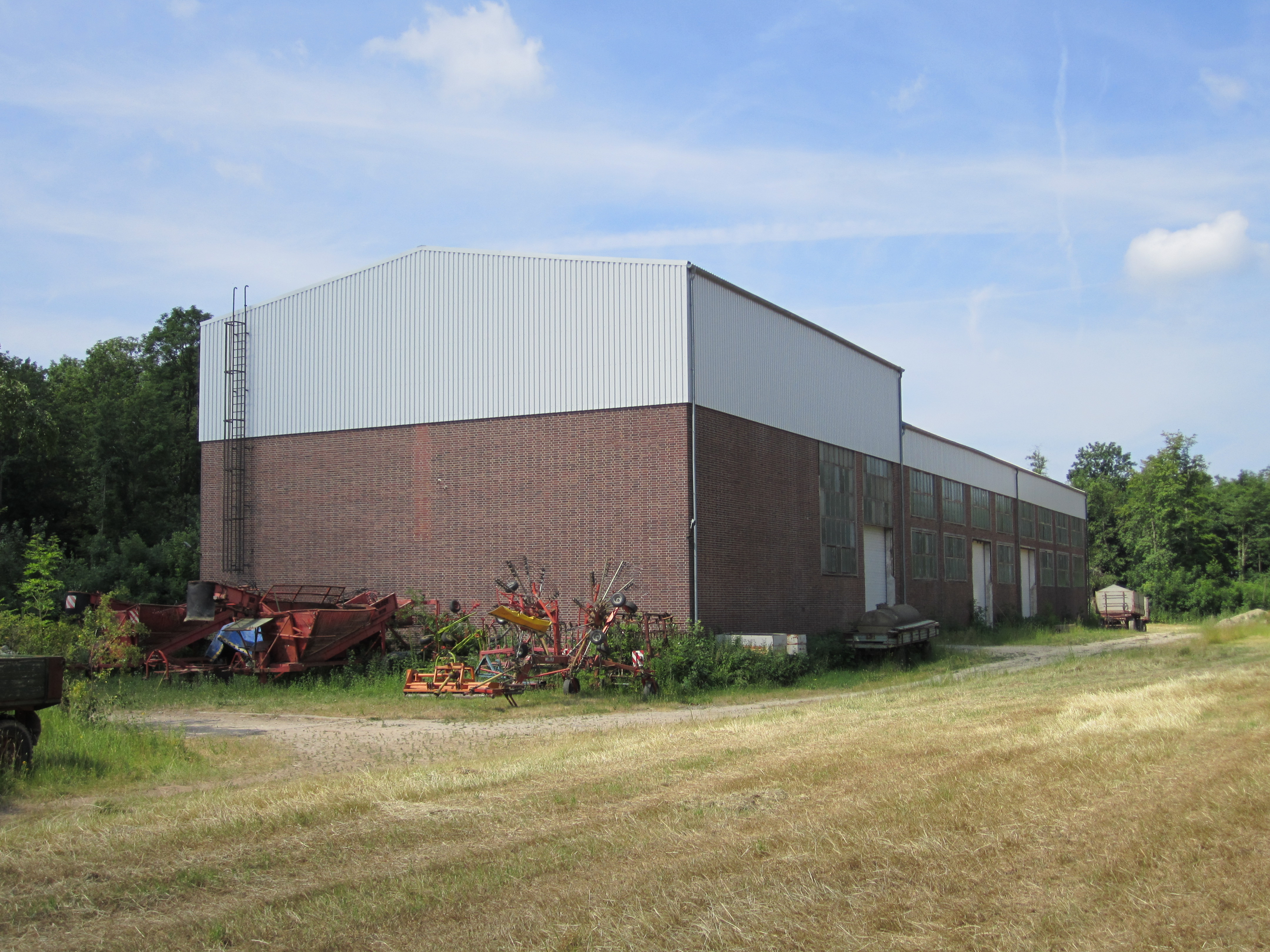
Ehemaliges Fördermaschinenhaus Schacht Ohlendorf

Im Rahmen des Aufbaus des Erzbergwerkes Worthlah-Ohlendorf wurde ab April 1940 die Schachtanlage Ohlendorf errichtet, die am Westrand der heutigen Siedlung entstand. Zur Unterbringung der Arbeitskräfte wurde ab Oktober 1939 neben der Schachtanlage das Wohnlager 29 errichtet. Dieses bestand aus neun Baracken, vier davon dienten zuerst der Unterbringung der Bauarbeiter und nahmen später die auf dem Bergwerk eingesetzten Bergleute auf. Nach Kriegsende wurde das Lager noch einige Zeit zur Unterbringung von DPs (Displaced Persons, d. h. Personen, die nach Kriegsende nicht in ihre Heimat zurückkehren konnten) genutzt, danach wurde es aufgelöst.
Anfang der 1950er-Jahre wurde das Erzbergwerk Worthlah-Ohlendorf erweitert. Hierzu wurden auf dem Gelände bei Ohlendorf die Tagesanlagen ausgebaut, eine Verladestation errichtet und ein Bahnanschluss verlegt. Der bisher nur als Wetterschacht genutzte Schacht Ohlendorf wurde zum Förder- und Seilfahrtschacht ausgebaut. Zusammen mit der Erweiterung der Schachtanlage wurde 1953/54 die heutige Schachtsiedlung aufgebaut, eine Wohnsiedlung zur Unterbringung der Bergleute. Am 1. Mai 1966 wurde die Grube Worthlah-Ohlendorf stillgelegt, die Schachthalle und das Fördergerüst Ohlendorf wurden im April 1969 abgerissen.